# Palpomyia fergana
Palpomyia fergana är en tvåvingeart som beskrevs av Remm 1976. Palpomyia fergana ingår i släktet Palpomyia och familjen svidknott. Inga underarter finns listade i Catalogue of Life.